# Alexandra (Schiff, 1909)
Die Alexandra (Hilfsschiff A) war ein deutscher Dampfer, der im Ersten Weltkrieg von der Kaiserlichen Marine als U-Boot-Falle eingesetzt wurde. Sie sank als North Voyageur unter honduranischer Flagge 1950 in einem Sturm vor Neufundland.

## Technische Daten und Einsatz
Die Alexandra lief am 18. März 1909 auf der Neptun Werft in Rostock mit der Baunummer 288 vom Stapel und wurde am 15. Mai 1909 von der Riga-Lübecker Dampfschiffahrtsgesellschaft (DSG) in Dienst gestellt. Ihre Größe betrug 1.123 BRT oder ca. 1.625 Tonnen, ihre Länge 65,32 m, die Breite 9,79 m, der Tiefgang 4,24 m. Die Maschinenleistung betrug 1000 PS, die Geschwindigkeit 12 Knoten.
Am 6. Dezember 1915 wurde sie von der Kaiserlichen Marine als Hilfsschiff A in Dienst gestellt und offenbar ab dem 9. April 1916 als U-Boot-Falle eingesetzt. Für diese Aufgabe wurde sie mit vier 10,5 cm Schnellfeuergeschützen und zwei Maschinengewehren ausgerüstet, die verdeckt aufgestellt wurden. Ihre Besatzung betrug 72 Mann. Einzelheiten ihres Einsatzes sind bislang nicht bekannt geworden. Am 12. September 1917 wurde sie kurzfristig außer Dienst gestellt, zum „Lichtsperrschiff Sund“ umgerüstet und am 20. Dezember 1917 wieder in Dienst gestellt. Am 26. November 1918 wurde sie offenbar ihren Eigentümern zurückgegeben.

## Weiterer Verbleib
Die Alexandra wurde am 22. Juni 1920 als Kriegsbeute nach Großbritannien ausgeliefert und in Arbroath umbenannt. 
1922 wurde sie nach Kanada verkauft und in Gaspesia, 1946 in North Voyageur umbenannt. 1949 ging sie in den Besitz einer honduranischen Reederei über. Um den 20. Oktober 1950 geriet sie mit einer Ladung Kohlen vor Neufundland in einen schweren Sturm, in dem ihre Ladung verrutschte. Schließlich musste das Schiff evakuiert werden, wobei es der 20-köpfigen Besatzung gelang, in die Rettungsboote zu gelangen. Aus unbekannten Gründen verblieb der Kapitän an Bord. Am 22. Oktober kenterte sie 100 Seemeilen südöstlich von Saint John’s vor Neufundland auf Position 46° 10′ N, 52° 25′ W. Von der Besatzung überlebten nur acht Angehörige, 12 blieben, offenbar in einem zweiten Rettungsboot, verschollen.

## Abbildungen
Ein Seitenriss findet sich bei Gröner, Bd. 8/2, S. 534, ein Foto mit der Legende Hilfsschiff "A" (U-Bootsfalle "Alexandra", Geschütz unter der Back und achtern im Deckshaus).